# قصر يافولوها

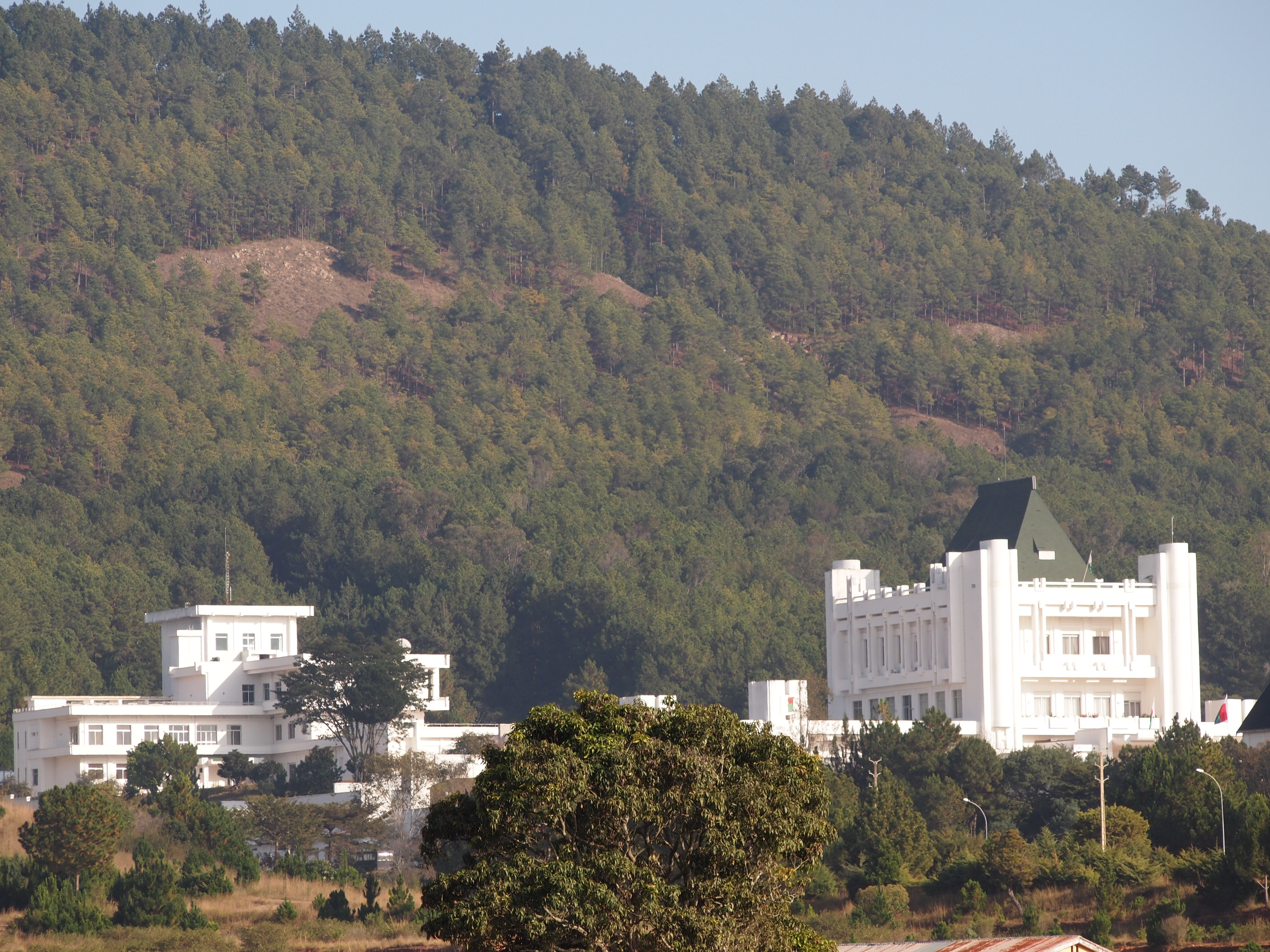
تم تصميم Iavoloha على غرار روفا أنتاناناريفو.

قصر يافولوها هو المقر الرسمي رئيس مدغشقر. تقع على بعد 15 كم إلى الجنوب من العاصمة أنتاناناريفو. تم تصميم يافولوهاعلى طراز روفا أنتاناناريفو وتم بناؤه بواسطة كوريا الشمالية في السبعينيات مجانًا
.